# 昼間敬仁
昼間 敬仁（ひるま たかよし、1970年11月26日 - ）は、NHKの元シニアアナウンサー、管理職、研究職。

## 人物
東京都足立区出身。東京都立京橋高等学校を経て、日本大学文理学部社会学科を卒業後、1994年（平成6年）に入局。
入局以来地域報道で活躍。
最近は放送部副部長などアナウンス統括を務める機会が増えた。
2023年夏の定期異動（管理職）で放送文化研究所へ異動した。

## 現在の担当番組・業務
- 研究業務

## 過去の担当番組・業務
鳥取放送局時代（1994年度 - 1998年7月）
- ニュース
- ニュースネットワークとっとり - キャスター

大分放送局時代（1998年8月 - 2001年7月）
- ニュース

松山放送局時代（2001年8月 - 2004年7月）
東京アナウンス室時代(1度目)（2004年8月 - 2007年4月）
- NHK BSニュース（ - 2007年3月）平日21時、23時、24時、1時）

松江放送局時代（2007年4月 - 2011年6月）
- 世界の鉄道グラフィティ（2007年）不定期
- 情報満開!しまねっと - キャスター（2007年4月 - 2009年3月）
- しまねっとNEWS610-キャスター（2009年4月 - 2011年3月）
- 見直そう!昔ながらのわらべ歌（2009年11月8日、ラジオ第1）中国地方向け
- 2011統一地方選開票速報・島根（2011年4月10日）

宇都宮放送局時代（2011年6月 - 2015年6月）
- ニュースウオッチ9・NEWS WEB（2014年8月11日 - 22日） - ニュースリーダー（西東大の代理）
- とちぎ640 - キャスター、編集責任
- こんにちはいっと6けん、ときめきとちぎ 、ひるまえ ほっと - 編集責任

日本語センター出向時代（2015年6月 - 2017年7月9日）
- NHKきょうのニュース  キャスター（土曜・日曜・祝日）（2015年6月13日 -2017年7月9日）
- ラジオ正午ニュース キャスター（土曜・日曜・祝日）（2015年6月13日 - 2017年7月9日）

東京アナウンス室時代（2度目）（2017年7月10日 - 2023年6月）
放送文化研究所時代（2023年7月 - ）